# Summer 2003
Summer 2003 è un EP del gruppo musicale statunitense Anthrax, pubblicato nel 2003 per la Nuclear Blast.

## Tracce
1. Safe Home (Radio Edit) – 4:18
2. Grunt & Click (Stomp 442 Session Recording) – 5:29
3. Dethroned Emperor (Celtic Frost cover) – 4:32
4. Celebrated Summer (Hüsker Dü cover) – 4:25
5. Watchin' You (Kiss cover) – 3:38
6. Auf Wiedersehen (Cheap Trick cover) – 3:32
7. Cowboy Song (Thin Lizzy cover) – 5:03
8. London (The Smiths cover) – 2:53